# Madonna del Sasso (sanctuaire italien)
Pour les articles homonymes, voir Madonna del Sasso.
Le Sanctuaire Madonna del Sasso est situé sur un éperon de granit au-dessus du lac d'Orta à 638 m d'altitude, dans la commune de Madonna del Sasso. De la place devant l'église, appelée « le balcon du Cusio », on peut voir un large panorama du lac, du Mottarone, des Alpes et du Novarais.
Le sanctuaire est constitué par l'église, le clocher et la maison paroissiale.

## Histoire
Pendant plusieurs siècles le rocher sur lequel se situe l'église a été utilisé comme carrière. Au XVIe siècle à cet endroit il y avait une chapelle consacrée à Notre-Dame des Douleurs .
À la suite de plusieurs grâces, une église est construite à la place de la petite chapelle. L'église conservait la statue de Notre Dame du Rosaire, considérée comme miraculeuse.
Le complexe actuel a été commandé en 1706 par Pietro Paolo Minola, qui, après une grâce reçue par la Vierge, décide de financer la construction d'un nouveau sanctuaire. Les travaux commencent vers 1725, grâce à la contribution des habitants. L'église est achevée en 1748 , le clocher et la maison en 1760. Le sanctuaire est inauguré en 1771 par l'évêque de Novare.
Le plan de l'église est à croix grecque, de style baroque avec deux autels latéraux; l'architecture et les fresques sont l'œuvre du peintre-architecte Lorenzo Peracino originaire de Val Sesia. Le retable qui représente la Pietà est de Fermo Stella et provient de l'ancien sanctuaire,
En 1998, à l'occasion des 250 ans de la construction, le complexe est restauré.

## Galerie d'images

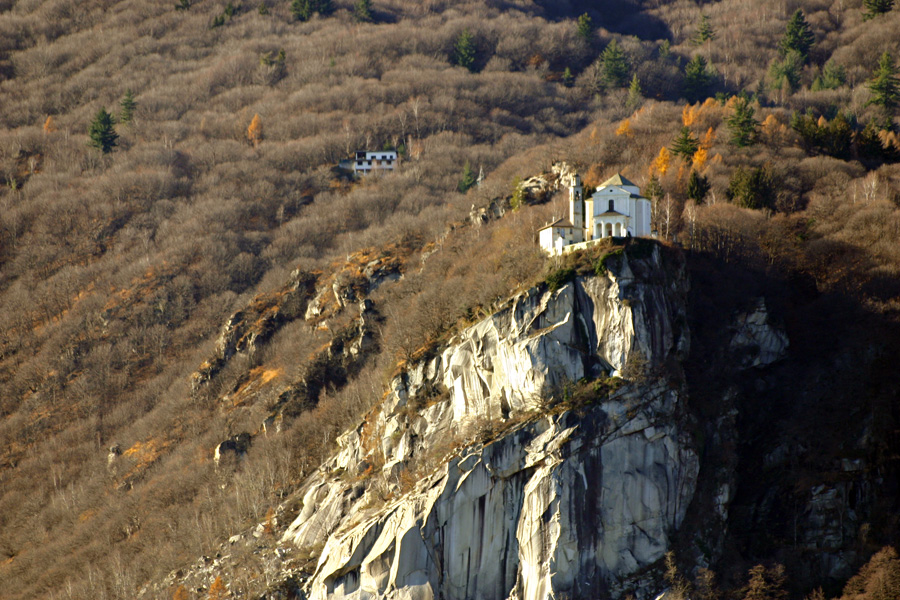
Le sanctuaire vu de Orta San Giulio
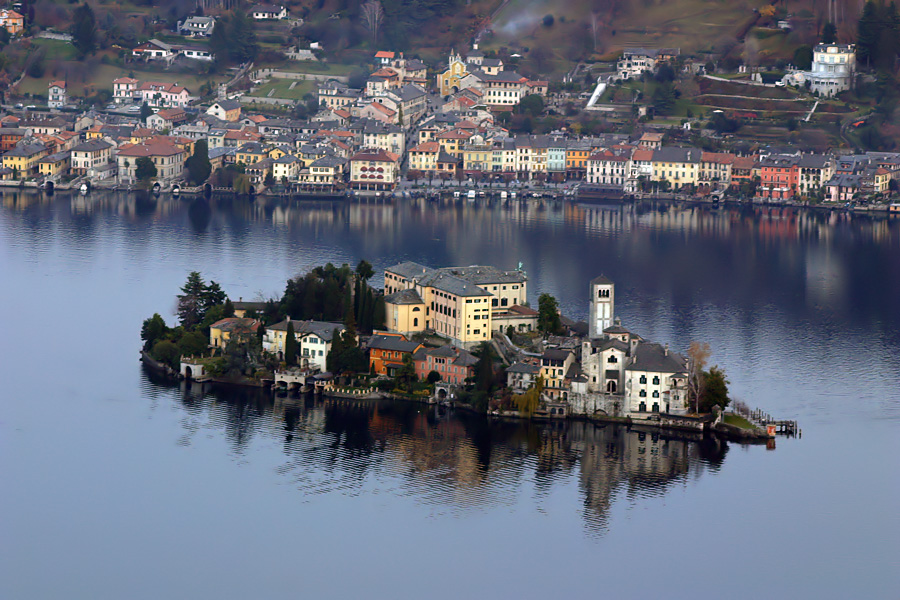
Orta San Giulio vu du sanctuaire
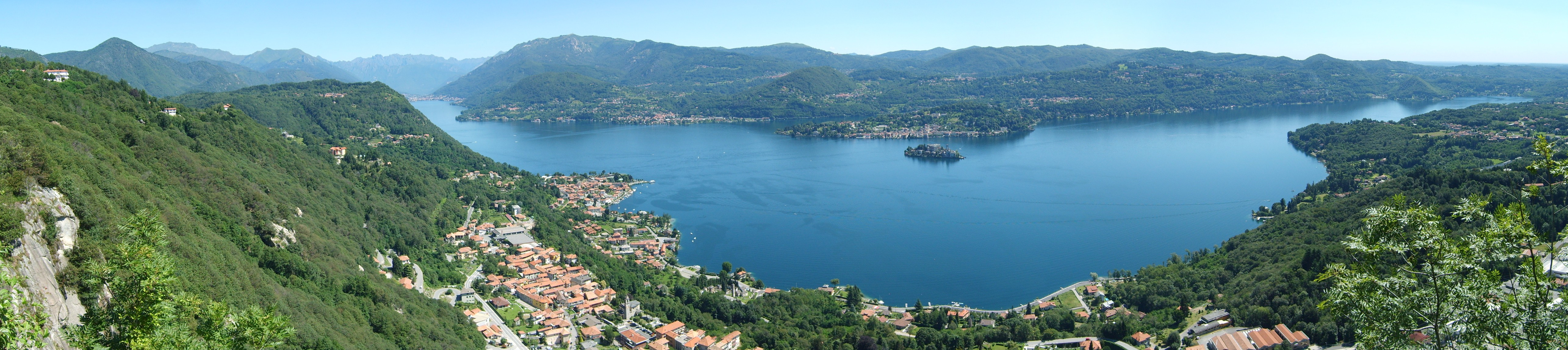
Le lac vu de Madonna del Sasso